# Loes Geurts
Loes Geurts (Wûnseradiel, 12 gennaio 1986) è un'ex calciatrice olandese, di ruolo portiere.

## Carriera

### Giovanili e calcio universitario
Geurts inizia la sua carriera a 8 anni nelle giovanili del RES, vestendo la maglia del club di Bolsward dal 1994 al 1998. Nell'estate del 1998 si trasferisce all'Heerenveen, restandovi una stagione, giocando ancora nelle giovanili, prima di fare ritorno al RES.
Nel 2004 decide di trasferirsi negli Statio Uniti d'America per approfondire gli studi alla Western Illinois University, università pubblica con sede a Macomb, nello Stato dell'Illinois, affiancando il percorso scolasti all'attività agonistica nella squadra di calcio femminile universitario dell'ateneo, le Western Illinois Leathernecks, disputando per due stagioni il campionato di categoria, nella Division I della National Collegiate Athletic Association (NCAA), prima di fare ritorno in Europa.

### Club
Nel gennaio 2006 Geurts sottoscrive un accordo con le tedesche dell'Heike Rheine, per disputare con il club di Rheine la seconda parte della stagione 2005-2006. Affianca Frederike Bittner come secondo portiere, maturando 6 presenze in Frauen-Bundesliga, con la squadra che chiude il campionato al 9º posto guadagnandosi la salvezza. Rimasta anche la stagione successiva, il tecnico Nicole Werner la promuove portiere titolare, maturando 21 presenze in campionato, con la squadra che perde ulteriore competitività chiudendo all'11º e penultimo posto in classifica con la conseguente retrocessione in 2. Frauen-Bundesliga.
Nell'estate 2007 Geurts decide di fare ritorno nei Paesi Bassi, firmando un accordo con l'AZ Alkmaar per disputare il nuovo campionato professionistico appena istituito dalla Federcalcio olandese, l'Eredivisie femminile. Si lega con la società di Alkmaar per quattro stagioni, vincendo i primi tre titoli di Campione dei Paesi Bassi, 2007-2008, 2008-2009 e 2009-2010, chiuudendo l'ultima stagione con la conquista della Coppa nazionale.
Dati i problemi finanziari che gravavano sul club, l'Alkmaar Zaanstreek decise di sciogliere la sezione femminile lasciando libere le proprie giocatrici, così durante la sessione estiva di calciomercato 2011 Geurts decide di accordarsi con il neofondato Telstar, che va a integrare l'organico delle squadre iscritte alla Eredivisie 2011-2012.
Il sodalizio con il club di Velsen si interrompe tuttavia già l'inverno successivo, con il Vittsjö GIK che annuncia di essersi assicurata Geurts per l'edizione 2012 della Damallsvenskan, primo livello del campionato svedese, nella sua seconda esperienza all'estero. Rimane legata alla società per due stagioni, scendendo in campo in tutti, tranne uno, incontri di campionato, conclusi dalla squadra con un'agevole salvezza in entrambi i casi, con il 6º posto del 2012 e l'8º nel 2013.

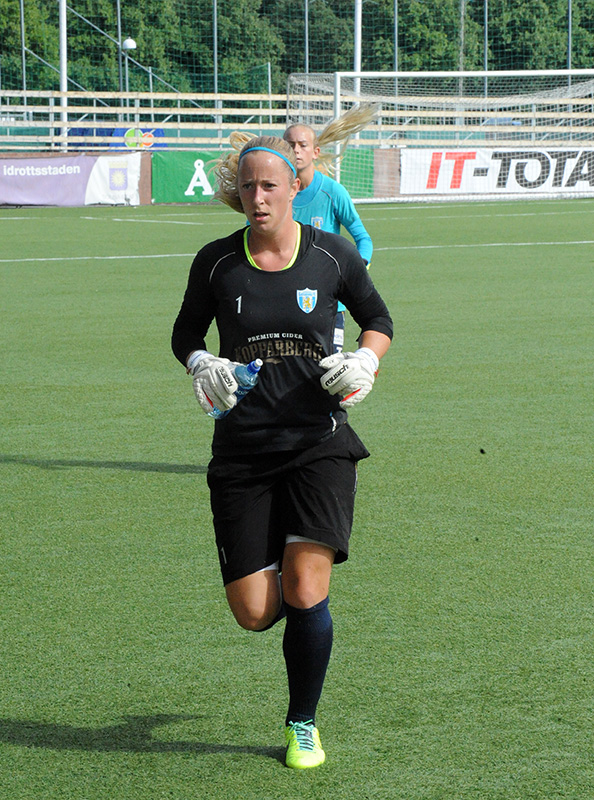
Geurts con la maglia del Kopparbergs/Göteborg nel 2014.

### Nazionale

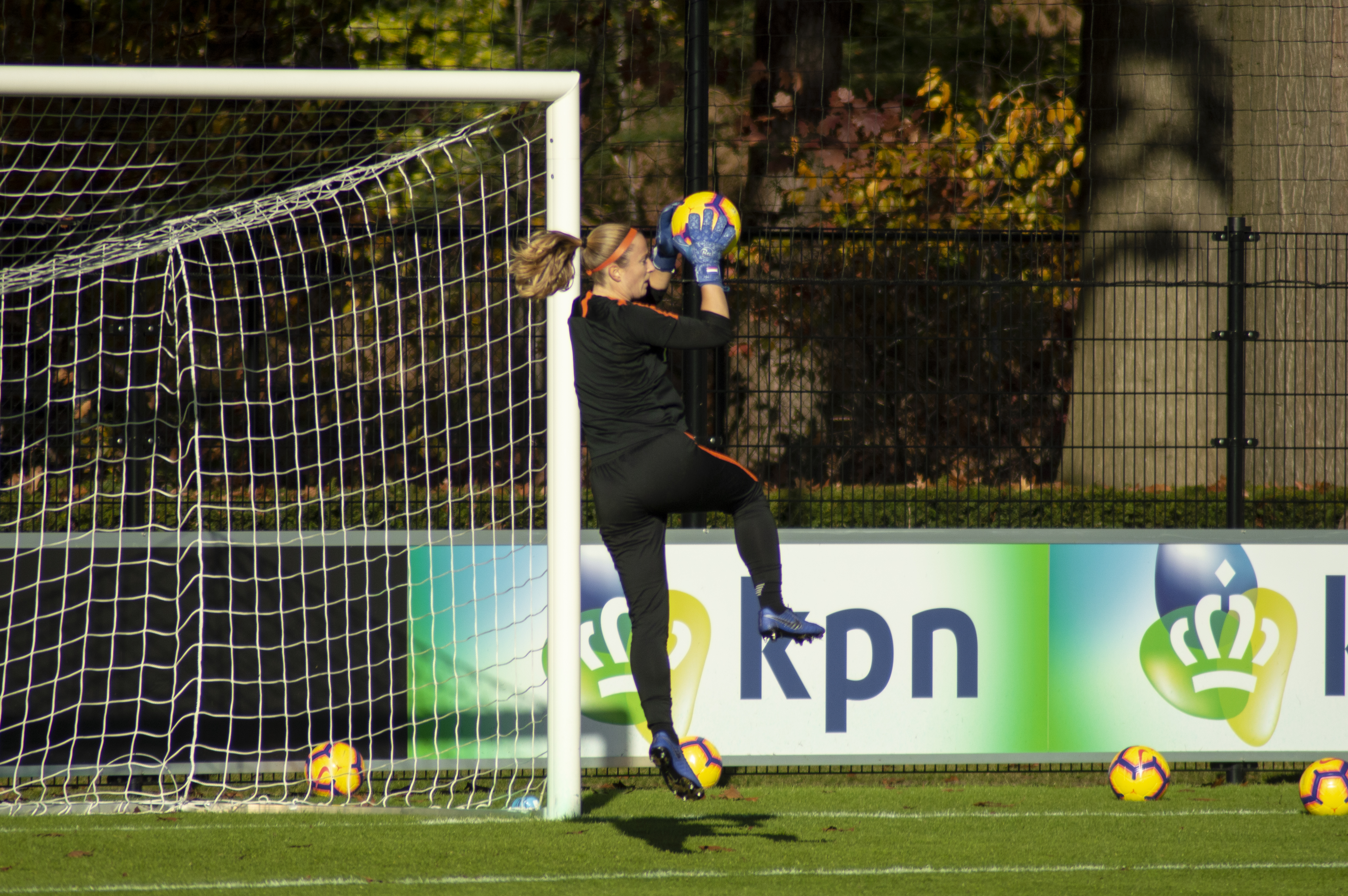
Geurts in una sessione di allenamento con la nazionale olandese il 6 novembre 2018.

Nel 2005 Geurts inizia ad essere convocata dalla Federcalcio olandese, chiamata dalla ct Vera Pauw per vestire la maglia della nazionale olandese, debuttando all'età di 19 anni a Oulu il 20 agosto di quell'anno, in occasione dell'amichevole persa 4-0 con la Finlandia Dopo un anno, anche per la decisione del portiere titolare Marleen Wissink di ritirarsi dalla nazionale, Pauw la chiama nuovamente in occasione delle qualificazioni al Mondiale di Cina 2007, giocando il suo primo incontro ufficiale il 29 ottobre 2006 contro l'Australia, e di seguito la convoca regolarmente per le qualificazioni all'Europeo di Finlandia 2009, dove viene impiegata in tutti gli incontri disputati dalla sua nazionale fino alle semifinali, quando viene eliminata ai tempi supplementari dall'Inghilterra.
Chiamata anche per le qualificazioni al Mondiale di Germania 2011, rimane in rosa anche dopo l'avvicendamento sulla panchina delle Oranje del 2010, con Roger Reijners che rileva Pauw nella conduzione tecnica della squadra. Geurts condivide con le compagne il percorso che vede i Paesi Bassi, inseriti nel gruppo 2, ottenere 5 vittorie, 2 pareggi e una sconfitta, classificandosi così secondi dietro la Norvegia e fallendo così nuovamente l'accesso ad un Mondiale.
In seguito Reijners le rinnova la fiducia convocandola per le qualificazioni all'Europeo di Svezia 2013, dove la nazionale olandese, dopo aver ottenuto l'accesso alla fase finale, deve lasciare il torneo già alla fase a gironi, e nella storica qualificazione al Mondiale di Canada 2015, con la squadra che chiude la fase a gironi al terzo posto, dietro le padrone di casa e la Cina, passando il turno come una delle migliori terze, ma venendo eliminata negli ottavi di finale dal Giappone, poi arrivato alla finale.
Nelle successive gestioni della squadra affidata a Sarina Wiegman (2015), Arjan van der Laan (2015-2016), e dal 2017 nuovamente a Wiegman, continua a godere della fiducia dello staff tecnico. Wiegman la convoca per l'edizione 2017 dell'Algarve Cup, impiegandola in due dei quattro incontri disputati prima di inserirla nella rosa definitiva della squadra che disputa l'Europeo casalingo annunciata il 14 giugno 2017. Pur dovendo lasciare la difesa dei pali a Sari van Veenendaal nelle sei le gare del torneo, condivide con le compagne la vittoria dell'Europeo, grazie alla vittoria per 4-2 in finale sulla Danimarca, primo trofeo conquistato dalla formazione femminile dei Paesi Bassi. Nei due anni seguenti Wiegman, oltre ad amichevoli e l'Algarve Cup 2019, la chiama nuovamente in alcuni incontri delle qualificazioni al Mondiale di Francia 2019, tra cui i due di play-off che decidono l'ultimo posto tra i Paesi Bassi e la Svizzera per l'accesso alla fase finale, ottenuta la quale è inserita nuovamente in rosa come terzo portiere.

## Palmarès

### Club
- Campionato olandese: 3

AZ Alkmaar: 2007-2008, 2008-2009, 2009-2010
- Coppa dei Paesi Bassi: 1

AZ Alkmaar: 2010-2011
- Coppa di Svezia: 2

Kopparbergs/Göteborg: 2018-2019
Häcken: 2020-2021
- Campionato svedese: 1

Kopparbergs/Göteborg: 2020

### Nazionale
- Campionato d'Europa: 1

Paesi Bassi 2017